# Zeugnisverweigerungsrecht
Das Zeugnisverweigerungsrecht berechtigt den Zeugen vor Gericht oder anderen staatlichen Stellen, unter bestimmten Bedingungen die Auskunft in Bezug auf sich oder einen Dritten vollkommen zu verweigern. Davon zu unterscheiden ist das Auskunftsverweigerungsrecht, welches sich lediglich auf bestimmte Fragen bezieht. Weiter ist es vom Aussageverweigerungsrecht, also dem Recht eines Beschuldigten, in Strafverfahren keine Angaben zu dem ihm zur Last gelegten Sachverhalt machen zu müssen, zu unterscheiden.
Es ist u. a. geregelt:
- für den deutschen Zivilprozess in §§ 383 ff. Zivilprozessordnung (ZPO),
- für den deutschen Strafprozess in §§ 52 ff. Strafprozessordnung (StPO).

## Geschichte
Den ältesten deutschen Rechtsquellen ist ein Zeugnisverweigerungsrecht unbekannt. Hier treten Zeugen nur als Eidhelfer auf, die die Unschuldsbeteuerung des Angeklagten beleumunden sollten; von einer rationalen Beweisführung und Wahrheitsfindung kann hier gar nicht gesprochen werden. Ein Zeugnisverweigerungsrecht setzt denklogisch eine Zeugnispflicht voraus. Eine solche kann für die deutsche Rechtsgeschichte erst mit Aufkommen des Inquisitionsprozesses durch die Carolina von 1532 angenommen werden, in deren Art. 72 (lxxij) vorgesehen war, dass die Zeugen durch das Gericht „zu gebürlicher sage zu bringen seindt“, also zum Ablegen eines Zeugnisses gezwungen werden konnten. Bis ins 18. Jahrhundert hinein enthielten die Prozessordnungen allerdings kein Zeugnisverweigerungsrecht im eigentlichen Sinne, sondern Regelungen darüber, welche Personen das Gericht überhaupt als Zeugen vernehmen durfte. Nahe Verwandte waren zum Beispiel von vornherein als Zeugen ausgeschlossen. Erst mit Ablösung des Inquisitionsprozesses und Aufkommen des modernen Strafprozesses kam ein eigentliches Zeugnisverweigerungsrecht auf. Die Reichsstrafprozeßordnung von 1879 sah das Zeugnisverweigerungsrecht für Ehegatten, Verlobte und nahe Verwandte (§ 51) sowie Geistliche, Rechtsanwälte und Ärzte (§ 52) vor. Nach langer Diskussion wurde durch Gesetz vom 27. Dezember 1926 (RGBl. 1926 I S. 529) ein Zeugnisverweigerungsrecht auch für Redakteure und Verleger in Bezug auf ihre Informanten eingeräumt. Weitere Ergänzungen folgten in der Nachkriegszeit.

## Zweck
Zweck des Zeugnisverweigerungsrechts ist der Schutz des Zeugen vor Konfliktlagen, die sich aus Loyalität zu sich selbst oder einem Dritten gegenüber und der Pflicht zur wahrheitsgemäßen Aussage ergeben würde, wenn der Zeuge zur Aussage gezwungen wäre. Zu solchen Konfliktlagen gehört insbesondere die Situation, dass der Zeuge sich selbst oder ihm nahestehende Dritte belastet und so eventuell der Gefahr einer (schwereren) Strafverfolgung aussetzt.

## Umfang
Zu unterscheiden ist nach der deutschen Zivilprozessordnung (ZPO) zwischen dem Zeugnisverweigerungsrecht
- aus persönlichen Gründen (§ 383 ZPO – z. B. des Ehegatten der Prozesspartei) und
- aus sachlichen Gründen (§ 384 ZPO – z. B. Gefahr der eigenen Strafverfolgung).

Die deutsche Strafprozessordnung (StPO) differenziert hingegen nach dem Zeugnisverweigerungsrecht in Bezug auf einen Dritten
- aus persönlichen Gründen (§ 52 StPO – z. B. des Ehegatten) und
- aus beruflichen Gründen (§ 53,§ 53a StPO – z. B. Berufsgruppen, die der Schweigepflicht unterliegen: Geistliche, Ärzte, Anwälte, Steuerberater, Apotheker oder Journalisten, und an deren Tätigkeit mitwirkende Personen, etwa Krankenpfleger).

In Bezug auf den Zeugen selbst besteht das Recht das Zeugnis zu verweigern als
- Auskunftsverweigerungsrecht (§ 55 StPO).

Für Bußgeldverfahren nach dem Gesetz über Ordnungswidrigkeiten (OWiG) werden gem. § 46 Abs. 1 OWiG die Vorschriften der StPO im Allgemeinen entsprechend angewendet.

### Zeugnisverweigerungsrecht aus persönlichen Gründen
Das Zeugnisverweigerungsrecht aus persönlichen Gründen berechtigt zur umfassenden Aussageverweigerung.

#### Wer darf das Zeugnis verweigern?
Ausgehend von einer betroffenen Person (Beschuldigter im Strafprozess, Prozesspartei im Zivilprozess) darf das Zeugnis verweigern:
- der Ehegatte, der Verlobte sowie der geschiedene Ehegatte,
- wer mit dem Betroffenen ein Verwandtschaftsverhältnis in gerader Linie hat, bei der die eine Person von der anderen abstammt (z. B. Großeltern, Eltern, Kinder, Enkel),
- wer mit dem Betroffenen ein Verwandtschaftsverhältnis in Seitenlinie hat, dessen Grad (Zahl der vermittelnden Geburten) kleiner oder gleich drei ist ((Halb-)Geschwister, Onkel, Tanten, Neffen, Nichten)
- wer mit dem Betroffenen in gerader Linie verschwägert ist (z. B. Ehegatten der Großeltern, Eltern, Kinder, Enkel, sowie Großeltern, Eltern, Kinder, Enkel der Ehegatten)
- wer mit dem Betroffenen in Seitenlinie bis zum zweiten Grad verschwägert ist, (Ehegatten der (Halb-)Geschwister, (Halb-)Geschwister der Ehegatten)
- Geistliche über das, was ihnen als Seelsorger anvertraut wurde,
- Journalisten über ihre Quellen,
- Personen, die Kraft Amtes, Standes oder Gewerbes zur Verschwiegenheit verpflichtet sind (Schweigepflicht), z. B. Beamte (§ 37 Abs. 3 Beamtenstatusgesetz), nichtanwaltliche Mediatoren (§ 4 Mediationsgesetz i. V. m. § 383 Abs. 1 Nr. 6 ZPO),[2][3]
- im Strafprozess darüber hinaus nach § 53 StPO:
  - Verteidiger des Betroffenen,
  - Rechtsanwälte, Patentanwälte, Notare, Wirtschaftsprüfer, vereidigte Buchprüfer, Steuerberater und Steuerbevollmächtigte, Ärzte, Zahnärzte, Psychologische Psychotherapeuten, Kinder- und Jugendlichenpsychotherapeuten, Apotheker und Hebammen,
  - Mitarbeiter der Schwangerschaftskonfliktberatung oder Drogenberatung, wenn diese Stelle anerkannt ist,
  - Mitglieder des Bundestages, Mitglieder des Landtages oder Gleichgestellte.

Sonstige nicht im Gesetz genannte Vertrauenspersonen, wie Sozialarbeiter u. a., haben kein Zeugnisverweigerungsrecht und müssen Angaben machen. Tun sie das nicht, können sie zur Aussage gezwungen werden (§ 70 StPO) und machen sich im Ernstfall sogar wegen (versuchter) Strafvereitelung (§ 258 StGB) strafbar.
Für diejenigen Personen, die aus beruflichen Gründen, d. h. wegen ihrer Schweigepflicht Zeugnis verweigern dürfen, gilt das Zeugnisverweigerungsrecht nicht mehr, wenn sie von ihrer Schweigepflicht entbunden werden. Einen besonderen Schutz genießt in diesem Zusammenhang das Beicht- und Seelsorgegeheimnis. Selbst nach Entbindung von der Schweigepflicht (die kirchenrechtlich nur bedingt möglich ist, vgl. Beichtgeheimnis) bleibt es dem Seelsorger überlassen, ob er über das ihm Anvertraute das Zeugnis verweigert.
Sofern ein Zeuge im Sinne des § 52 StPO infolge fehlender Belehrung über seine Rechte in Unkenntnis eines eigentlich bestehenden Zeugnisverweigerungsrechts aussagt, führt dies infolge des insoweit bestehenden Beweiserhebungsverbots gegebenenfalls zu einem Beweisverwertungsverbot hinsichtlich eines auf diesem Wege erlangten Beweises. Sofern ein Zeuge erst in der Hauptverhandlung von seinem Zeugnisverweigerungsrecht Gebrauch macht, kann zudem der Inhalt einer der Hauptverhandlung vorhergehenden Zeugenaussage dieses Zeugen ebenfalls nicht verwertet werden, da auch diese einem Beweisverwertungsverbot unterliegt. In diesem Fall steht auch ebenso wenig das Protokoll über die vorherige Aussage als Urkundenbeweis zur Verfügung wie auch der vernehmende Beamte der Polizei oder der Staatsanwaltschaft nicht als Zeuge vom Hörensagen über den Inhalt dieser Aussage gehört werden kann. Letzteres folgt nach ganz herrschender Meinung aus einer verfassungskonformen Auslegung des § 252 StPO, obwohl der dortige Wortlaut lediglich ein Verlesungsverbot beinhaltet. Das Verlesungsverbot an sich ergibt sich bereits aus dem in § 250 StPO niedergelegten Unmittelbarkeitsgrundsatz des Strafverfahrens.
Nach der Rechtsprechung des Bundesgerichtshofs dürfen nichtrichterliche Vernehmungspersonen gem. § 252 StPO „in der Hauptverhandlung grundsätzlich so lange nicht über den Inhalt früherer Angaben eines zur Zeugnisverweigerung berechtigten Zeugen gehört werden, wie Ungewißheit darüber besteht, ob der Zeuge von seinem Weigerungsrecht Gebrauch macht oder darauf verzichtet“.
In diesem Zusammenhang ist auch der an sich nach der Widerspruchslösung des BGH im Rahmen fehlerhafter Beweiserhebung vorausgesetzte Widerspruch hinsichtlich der Verwertung in der Hauptverhandlung nicht erforderlich.
Sofern jedoch die vorhergehende Aussage vor dem Ermittlungsrichter getätigt wurde, steht aufgrund der bei einer solchen Vernehmung wegen der bestehenden Anwesenheitsrechte der in § 168c StPO erwähnten Beteiligten (Staatsanwalt, Beschuldigter, Verteidiger) und der somit einer Hauptverhandlung vergleichbaren Situation einer Verwertung kein Beweisverwertungsverbot entgegen. Dies bezieht sich jedoch auch in diesem Fall nur auf die Möglichkeit der Vernehmung eines Zeugen vom Hörensagen, nicht aber auf den aus der richterlichen Vernehmung resultierenden Urkundsbeweis in Form des Protokolls. Zudem muss der Zeuge seitens des Richters ordnungsgemäß belehrt worden sein und freiwillig in Kenntnis der Tragweite seiner Aussage gehandelt haben.

### Zeugnisverweigerungsrecht aus sachlichen Gründen
Das Zeugnisverweigerungsrecht aus sachlichen Gründen berechtigt nur zur Verweigerung der Antwort auf Einzelfragen. Die deutschen Prozessordnungen räumen sowohl im Zivilprozess als auch im Strafprozess das Recht zur Verweigerung von Aussagen ein, die dem Aussagenden oder einem Angehörigen die Gefahr zuziehen, wegen einer Straftat oder einer Ordnungswidrigkeit verfolgt zu werden (Auskunftsverweigerungsrecht gem. § 384 ZPO bzw. § 55 StPO). Im Falle von Fragen, deren Beantwortung dem Aussagenden zur Unehre gereichen würde, besteht im Zivilprozess ebenfalls das Recht auf Zeugnisverweigerung. Im Strafprozess hingegen besteht in diesem Fall kein Recht zur Zeugnisverweigerung – es gilt lediglich seit 1994 nach § 68a StPO die Vorschrift, dass solche Fragen nur gestellt werden sollen, wenn es unerlässlich ist.
Ein polizeiliches Vernehmungsprotokoll ist im Zivilprozess als Urkundenbeweis verwendbar, selbst wenn der Vernommene sein Zeugnisverweigerungsrecht später geltend machen möchte. Denn nach der Rechtsprechung ist § 252 StPO im Zivilprozess nicht entsprechend anwendbar.

## Zustimmung des gesetzlichen Vertreters
Besteht bei dem Zeugen wegen mangelnder Verstandesreife oder wegen psychischer Krankheit oder geistiger oder seelischer Behinderung keine genügende Vorstellung von der Bedeutung des Zeugnisverweigerungsrechtes, so ist neben der eigenen auch die Zustimmung des gesetzlichen Vertreters erforderlich. Gesetzlicher Vertreter im Sinne der Bestimmung können bei einem Minderjährigen die Eltern sein; soweit die Personensorge ihnen entzogen ist oder ruht, ein Vormund oder Pfleger für das Personensorgerecht.
Bei Volljährigen kommt ein rechtlicher Betreuer als gesetzlicher Vertreter in Frage. Letzterer muss, da er nur in seinem Aufgabenkreis vertretungsberechtigt ist (§ 1902 BGB), einen Aufgabenkreis besitzen, der das Strafverfahren beinhaltet, ggf. ist der Aufgabenkreis vom Betreuungsgericht vorher zu erweitern (§ 1901 Abs. 5 BGB, § 293 FamFG).
Ist bei einem minderjährigen Zeugen ein sorgeberechtigter Elternteil selbst der Beschuldigte, kann er der Zeugenvernehmung nicht zustimmen, für die Entscheidung über das Zeugnisverweigerungsrecht muss dann seitens des Familiengerichtes ein Ergänzungspfleger (§ 1909 BGB) bestellt werden.

## Ausübung
Die Zeugnisverweigerung muss dem Gericht gegenüber erklärt und die das Zeugnisverweigerungsrecht begründenden Tatsachen glaubhaft gemacht werden (§ 386 ZPO). Glaubhaftmachung erfolgt regelmäßig durch eidesstattliche Versicherung. Bei Streit über das Bestehen eines Zeugnisverweigerungsrecht wird hierüber durch Zwischenurteil des Gerichts entschieden.
Wird die zeugnisverweigerungsberechtigte Person durch gerichtlichen Beschluss trotz aller Rechtsbehelfe gezwungen, Angaben zu machen, ist dem Folge zu leisten.

## Wem gegenüber darf Zeugnis verweigert werden?
Das hier betrachtete Zeugnisverweigerungsrecht betrifft Aussagen in Vernehmungen gegenüber Ermittlungsbehörden (wie z. B. Staatsanwaltschaft) und Gerichten, darf aber, weil es das restriktivste ist, auch gegenüber allen anderen angewandt werden.